# Dungeon (trò chơi điện tử)
Dungeon là một trong những trò chơi điện tử nhập vai đầu tiên vào giữa những năm 1970 và đồng thời là một trong những phần mềm chuyển thể sớm nhất của dòng game nhập vai nổi tiếng Dungeons & Dragons (D&D). Trò chơi do nhà thiết kế game người Mỹ Don Daglow phát triển trong môi trường đại học dành cho máy tính lớn PDP-10 từ hãng Digital Equipment Corporation.

## Lịch sử
Dungeon do Don Daglow tạo ra vào năm 1975 hoặc 1976, khi đang là sinh viên tại Trung tâm Đại học Claremont (kể từ lúc đổi tên thành Đại học viện sau đại học Claremont). Game này là bản triển khai không có giấy phép của trò chơi nhập vai trên bàn mới toanh mang tên Dungeons & Dragons (D&D) và mô tả các chuyển động của một nhóm nhiều người chơi thông qua một dungeon có quái vật sinh sống tại đó. Người chơi lựa chọn những hành động diễn ra trong trận đánh và vị trí di chuyển của từng nhân vật trong nhóm, điều này khiến việc chơi game rất chậm dựa theo tiêu chuẩn ngày nay. Những nhân vật này đều kiếm được điểm kinh nghiệm và đạt tới kỹ năng khi "cấp độ" của họ tăng lên, như trong D&D và hầu hết các nguyên lý cơ bản của D&D đều được phản ánh qua tựa game này.
Daglow viết vào năm 1988, "Vào giữa thập niên 1970, tôi từng có một tựa game nhập vai kỳ ảo hoạt động đầy đủ trên chiếc PDP-10, với cả chiến đấu tầm xa và cận chiến, tầm ngắm, lập bản đồ tự động và NPC với AI riêng biệt." Mặc dù trên danh nghĩa game được chơi hoàn toàn bằng văn bản, nhưng đây cũng là trò chơi đầu tiên sử dụng màn hình đồ họa theo tầm nhìn thẳng. Việc sử dụng đồ họa máy tính bao gồm các bản đồ dungeon góc nhìn từ trên xuống hiển thị những phần của sân chơi mà cả nhóm đã thấy, cho phép ánh sáng hoặc bóng tối, khả năng "nhìn xuyên đêm" khác nhau của yêu tinh, người lùn, v.v...
Thành quả này có thể thực hiện được vì vào giữa thập niên 1970, nhiều thiết bị đầu cuối máy tính của trường đại học đã chuyển sang màn hình CRT, màn hình này có thể được làm mới bằng văn bản trong vòng vài giây thay vì một phút hoặc hơn. Những tựa game trước đó đem in trạng thái trò chơi cho người chơi trên máy Teletype hoặc máy in dòng, với tốc độ từ 10 đến 30 ký tự mỗi giây.
Dù Dungeon được phổ biến rộng rãi thông qua DECUS, nhưng ít có trường đại học và hệ máy nào chọn tựa game này vào giữa những năm 1970 so với trò Star Trek trước đó của Daglow vào năm 1971, chủ yếu vì nó chiếm bộ nhớ 36K RAM hệ thống so với 32K dành cho Star Trek.  Nhiều trường học coi tựa game này là mánh lới quảng cáo nhằm thu hút sinh viên sử dụng máy tính, nhưng chỉ muốn những ví dụ nhỏ, chơi nhanh để giảm thiểu việc sử dụng thực tế của trò chơi này nhằm dành thời gian cho việc nghiên cứu khoa học và toán học cũng như việc sử dụng của sinh viên. Do đó, kích thước tối đa 32K vào đầu thập niên 1970 mà nhiều trường đặt ra làm giới hạn cho trò chơi này đã bị thu nhỏ ở một số khu trường sở xuống chỉ còn 16K.
Nhiều năm sau (khoảng năm 1980) DECUS đã phân phối một tựa game khác có tên là Dungeon, trên thực tế là một phiên bản của Zork, một dạng game phiêu lưu bằng văn bản mà về sau trở thành mô hình cho thể loại MUD thời kỳ đầu.
Một tựa game thứ ba mang tên Dungeon được nhóm làm game gồm John Daleske, Gary Fritz, Jan Good, Bill Gammel, và Mark Nakada phát hành trên hệ máy PLATO vào năm 1975.